# 失蹤人口調查組
失蹤人口調查組（英文：Missing Persons Unit，縮寫：MPU）隸屬於香港警務處行動處行動部警察總區行動部，主要責任為調查由所有警務設置所接獲的失蹤者報告，以及進行相關聯絡事務，包括於內部及對公眾發放相關的信息。

## 組織
失蹤人口調查組於每個警察總區均有設立。

## 外部連結

### 《警聲》
- 防範青少年離家出走  新界南失蹤人口調查組竭盡所能（页面存档备份，存于）

### 網頁
- 新界北警方與社工合作助失蹤少年圓團圓夢（页面存档备份，存于）
- 失蹤人口調查組建奇功　母女分隔五十載再重逢（页面存档备份，存于）
- 新界南失蹤人口調查組  協助少年重投家庭懷抱